# Kosmos 118
Kosmos 118 – radziecki eksperymentalny satelita meteorologiczny, czwarty satelita meteorologiczny wystrzelony z kosmodromu Bajkonur. Prototyp statków serii Meteor 1, zainaugurowanej lotem Kosmos 122.